# Trichodesma podlechii
Trichodesma podlechii är en strävbladig växtart som beskrevs av F. Sadat. Trichodesma podlechii ingår i släktet Trichodesma och familjen strävbladiga växter. Inga underarter finns listade i Catalogue of Life.